# Hus på Trubnaja
Hus på Trubnaja (russisk: Дом на Трубной) er en sovjetisk film fra 1928 af Boris Barnet.

## Medvirkende
- Vera Maretskaja som Parasja Pitunova
- Vladimir Fogel som Mr. Golikov
- Jelena Tjapkina som Mrs. Golikova
- Sergej Komarov som Ljadov
- Anel Sudakevitj som Marisja